# Henry Home, lord Kames
Henry Home (Lord Kames efter 1752), född 1696 och död 27 december 1782, var en skotsk 1700-talsfilosof och jurist samt en av ledarna för den skotska upplysningen.

## Biografi
Lord Kames var hemlärd fram till han fyllde 16; från en början av kyrkanställde John Wingate och senare av en viss Mr. Anderson som undervisade honom i grekiska, latin, matematik och fysik. Han var lärling fram tills 1712 och året därpå blev han jurist trots att han inte hade fått någon formell utbildning på området. Han blev så småningom en känd advokat, filosof och även sociolog (såvida den benämningen kan användas om någon från 1700-talet).
Kames njöt av intelligenta konversationer och kultiverade ett stort antal intellektuella bekanta. Bland dessa fanns John Home, David Hume och James Boswell. Lord Monboddo var också en regelbunden gäst och debattör hemma hos Kames, även om de två var väldigt tävlingsinriktade gentemot varandra.
Kames var för övrigt en av de domare i fallet om Joseph Knight som slog fast att slaveri skulle bli förbjudet i Skottland. Han var också en av grundarna av Skottlands kungliga sällskap.

## Arbete
Lord Kames skrev mycket om vikten av ägandet för samhället. I sin essä Upon Several Subjects Concerning British Antiquities, skriven strax efter den jacobinska revolten 1745, beskrev han hur Skottlands politik inte alls var baserad på lojalitet till kungar eller drottningar som jacobinerna påstod. Han hävdade att den snarare var grundad på de kungliga landförläningar som givits folk med lojaliteten som dess pris.
I Historical Law Tracts och in Sketches on the History of Man beskrev han mänsklighetens historia genom fyra perioder eller steg. Under den första var människan jägare och samlare och folk var konkurrenter som undvek varandra. Under den andra var människor samlare av domesticerade djur som i sin tur krävde bildandet av större samhällen. Inga lagar behövdes under dessa perioder bortsett från de som fastslogs av familjens eller samhällets ledare. Den tredje perioden menade Kames var den agrikulturella. Under denna krävdes större samarbete och nya relationer för att underlätta byteshandeln, slaveriet eller arbetsrekryteringen. Han menade att detta samarbete mellan många individer krävde nya plikter och rättigheter i samhället och detta, i sin tur, krävde lagar och människor som genomdrev dem. Den fjärde perioden tog människorna från byar och renodlade bondesamhällen till hamnar och marknadsstäder som även de kräver mer lagar och komplexitet, men som också har många fördelar.
Ovanstående studier skapade en helt ny genre av civilisationshistoria och ledde så småningom till grundandet av antropologin samt sociologin och därmed också den moderna studien av historia inför de kommande tvåhundra åren.